# Fuser (Unix)
fuser è un comando dei sistemi operativi Unix e Unix-like, e più in generale dei sistemi POSIX, che visualizza sullo standard output i PID (identificativi di processo) dei processi che in un dato istante stanno utilizzando i file specificati.
Per ciascun file specificato viene visualizzata una linea che indica il nome del file seguito dai PID dei processi che lo stanno utilizzando.
fuser è anche in grado di individuare i PID dei processi che stanno utilizzando dei file o directory residenti su uno o più file system.
In alcuni sistemi operativi è necessario disporre dei privilegi dell'amministratore (root) per poter eseguire fuser.

## Sintassi
La sintassi generale di fuser è la seguente:
```
fuser [
opzioni
] [--] 
file1
 [
file2
 …]
```

I parametri file specificano i nomi dei file da controllare.
Il doppio trattino -- (facoltativo) indica che i parametri successivi non sono da considerarsi opzioni.
L'unica opzione di rilievo è -c, che indica che i parametri file sono dei mount point che identificano dei file system, e che vanno visualizzati i PID dei processi che utilizzano un qualsiasi file o directory residente su tali file system.
La variante di fuser presente nei sistemi operativi GNU/Linux offre tra le altre anche le opzioni -n tcp e -n udp, nel qual caso i parametri file sono interpretati come un numero di porta rispettivamente TCP o UDP, e sono visualizzati i PID dei processi che stanno utilizzando le porte indicate (per usare queste opzioni sono necessari i privilegi di root, altrimenti non viene visualizzato alcun output).

## Esempi
Visualizza sullo standard output i PID dei processi che stanno usando il file prova.txt:
```
$ 
fuser prova.txt

prova.txt: 3016 3088 3089
```

Visualizza sullo standard output i PID dei processi che stanno usando dei file residenti sul file system montato in  /media/cdrom:
```
$ 
fuser -c /media/cdrom

/media/cdrom: 7202 25797 26501 26523
```

Nei sistemi GNU/Linux, visualizza i PID dei processi che stanno usando la porta TCP 22 (sono necessari i privilegi di root):
```
# 
fuser -n tcp 22

22/tcp:               2275 26627
```